# Michal Šušák (podnikatel)
Michal Šušák (* 11. prosince 1964) je český podnikatel a investor. Po roce 1989 stál u zrodu kapitálového trhu v Československu, nyní investuje zejména do energetiky (je majoritním vlastníkem skupiny C-Energy) a developmentu rezidenčních nemovitostí. Michal Šušák získal magisterský titul (inženýr) v oboru mezinárodní finance na Vysoké škole ekonomické v Praze, kde promoval v roce 1989. Svou profesionální kariéru zahájil v bankovním sektoru.

## Profesní kariéra
- 1989–1991 Unicredit Bank v Praze, Treasury
- 1991–1994 Citibank v Praze, Tresury management
- 1994–1997 Credit Suisse v Praze, viceprezident – investiční bankovnictví
- 1997–1998 Credit Suisse v Londýně, ředitel – investiční bankovnictví
- 1998–2000 Credit Suisse v Praze, ředitel – investiční bankovnictví
- 2001–2006 Credit Suisse v Londýně, výkonný ředitel – investiční bankovnictví
- 2006–2008 PPF Investments v Londýně, výkonný ředitel
  - V roce 2006 Michal Šušák opustil společnost Credit Suisse a převzal řízení PPF Investments (PPFI) v Londýně. PPFI byla společností private equity investující do projektů a nesplácených úvěrů (NPL) ve střední a východní Evropě, Vietnamu a Číně.[2]
- od 2009 Carpaterra Capital Partners, Managing Partner
  - V roce 2009 založil Michal Šušák spolu s Ivo Nejdlem investiční společnost Carpaterra Capital Partners. Společnost investuje především v energetickém sektoru (C-Energy) a příležitostně do developmentu rezidenčních nemovitostí.

### Charita a společenská odpovědnost
Michal Šušák podporuje dlouhodobě organizace Lékaři bez hranic a Zdravotní Klaun (charitativní organizace podporující děti v nemocnicích), pravidelně také přispívá Institutu Pasteura ve Francii. Jeho společnost C-Energy je největším přispěvatelem charitativních organizací, kultury a sportu ve svém domovském regionu. Od roku 2021 je Michal Šušák předsedou hokejového klubu HC Tábor v rodném městě Tábor.

### Právní spory v Rumunsku
Během své kariéry v investičním bankovnictví byl Michal Šušák v roce 2006 obviněn ze založení organizované zločinecké skupiny a špionáže v Rumunsku v souvislosti s jeho prací pro Credit Suisse. Po devíti letech v roce 2015 byl spolu s dalšími, včetně jeho dvou bývalých kolegů z Credit Suisse, odsouzen ke čtyřem letům a osmi měsícům vězení za založení organizované zločinecké organizace a zveřejňování tajných nebo neveřejných informací. Michal Šušák od té doby bojuje proti průběhu soudního procesu i rozsudku, a to s podporou bývalého zaměstnavatele Credit Suisse, na několika úrovních včetně podané stížnosti k Evropskému soudu pro lidská práva ve Štrasburku (Susak v. Rumunsko pod č. 36222/15).
České soudy rozhodly nevydat Michala Šušáka do Rumunska za účelem výkonu trestu v roce 2017. V roce 2019 pak Ústavní soud, zastoupený soudkyní Kateřinou Šimáčkovou (dnes soudkyní Evropského soudu pro lidská práva) rozhodl, že Michalovi Šušákovi nebylo poskytnuto právo na spravedlivý proces, a to v rozporu s ústavním pořádkem při poskytování mezinárodní soudní spolupráce. Z toho důvodu trest nebyl uznán, byl odmítnut k výkonu v České republice.
V roce 2020 odvolací soud v italském Janově rozhodl, že rumunské rozsudky porušují obecné zásady italského práva a ústavy Italské republiky, zároveň pak minimální práva obviněných zaručená ustanoveními Evropské úmluvy o lidských právech Listiny základních práv Evropská unie. Podle italského soudu rozhodnutí porušuje italská a unijní pravidla upravující spravedlivý process a rozsudek tak není možno uznat.
Právní spor nadále pokračuje i v Rumunsku.